# Ergebnisse der Oberbürgermeisterwahlen in Görlitz
In den folgenden Listen werden die Ergebnisse der Oberbürgermeisterwahlen in Görlitz aufgeführt. Es werden die Ergebnisse ab der ersten freien und direkten Oberbürgermeisterwahl im Jahr 1994 aufgelistet. Die erste Oberbürgermeisterwahl nach der Wende war keine Direktwahl. Bei der konstituierenden Sitzung des ersten frei gewählten Stadtrates am 23. Mai 1990, bestimmten die Abgeordneten Matthias Lechner (CDU) zum Oberbürgermeister der Stadt.

## Parteien
- AfD: Alternative für Deutschland
- B’90/Grüne: Bündnis 90/Die Grünen → Grüne
- CDU: Christlich Demokratische Union Deutschlands
- DSU: Deutsche Soziale Union
- FDP: Freie Demokratische Partei
- NPD: Nationaldemokratische Partei Deutschlands
- PDS: Partei des Demokratischen Sozialismus
- SPD: Sozialdemokratische Partei Deutschlands

## Wählergruppen
- BfG: Bürger für Görlitz
- FWN: Freie Wähler Niederschlesien
- ZS: Zur Sache!

## Oberbürgermeisterwahlen
Die Amtszeit des Oberbürgermeisters betrug zwischen 1990 und 1998 vier Jahre. Ab der 1998 beginnenden Amtszeit wird das Görlitzer Stadtoberhaupt alle sieben Jahre direkt gewählt. Der Wahlsieger und spätere Oberbürgermeister ist blau hinterlegt.

### 1994
| Kandidat                  | Prozent |
| ------------------------- | ------- |
| Matthias Lechner (CDU)    | 37,1    |
| Renate Schwarze (SPD)     | 27,1    |
| Johannes Witoschek (DSU)  | 12,7    |
| Klaus Keller (PDS)        | 15,4    |
| Hans-Ulrich Lehmann (FDP) | 7,7     |

Wahlberechtigte: 53.654
Wahlbeteiligung: 63,9 %
| Kandidat               | Prozent |
| ---------------------- | ------- |
| Matthias Lechner (CDU) | 54,6    |
| Renate Schwarze (SPD)  | 45,4    |

Wahlberechtigte: 53.692
Wahlbeteiligung: 40,3 %

### Bürgerentscheid 1998
Am 8. Februar 1998 kam es zu einem Bürgerentscheid über die Abwahl des amtierenden Oberbürgermeisters Matthias Lechner.
| Abwahl           | Stimmen | Prozent |
| ---------------- | ------- | ------- |
| für die Abwahl   | 32.572  | 82,0    |
| gegen die Abwahl | 7.158   | 18,0    |

An dem Bürgerentscheid zur Abwahl beteiligten sich 72,6 % der Görlitzer. Amtierender Oberbürgermeister nach der Abwahl war der Kulturdezernent und der zuvor stellvertretende Bürgermeister Ulf Großmann (CDU) bis zur Neuwahl im Mai des gleichen Jahres.

### 1998
| Kandidat             | Prozent |
| -------------------- | ------- |
| Rolf Karbaum         | 44,9    |
| Ulf Großmann (CDU)   | 28,4    |
| Klaus Keller (PDS)   | 21,9    |
| Harald Twupack (FWN) | 4,8     |

Wahlberechtigte: 49.981
Wahlbeteiligung: 58,1 %
| Kandidat             | Prozent |
| -------------------- | ------- |
| Rolf Karbaum         | 47,8    |
| Ulf Großmann (CDU)   | 34,5    |
| Klaus Keller (PDS)   | 15,1    |
| Harald Twupack (FWN) | 2,7     |

Wahlberechtigte: 49.939
Wahlbeteiligung: 52,0 %

### 2005
| Kandidat               | Prozent |
| ---------------------- | ------- |
| Joachim Paulick (CDU)  | 34,1    |
| Eberhard Nagel (BfG)   | 19,9    |
| Jutta Blin             | 14,9    |
| Hartmut Gottschling    | 14,3    |
| Mirko Schultze (PDS)   | 8,6     |
| Raphael Schmidt (DSU)  | 4,2     |
| Jürgen Krumpholz (NPD) | 3,9     |

Wahlberechtigte: 48.274
Wahlbeteiligung: 46,8 %
| Kandidat               | Prozent |
| ---------------------- | ------- |
| Joachim Paulick (CDU)  | 56,1    |
| Eberhard Nagel (BfG)   | 40,3    |
| Jürgen Krumpholz (NPD) | 3,7     |

Wahlberechtigte: 48.267
Wahlbeteiligung: 39,5 %

### 2012
Bei den Oberbürgermeisterwahlen am 22. April 2012 traten der amtierende Oberbürgermeister Joachim Paulick (zur Sache!) und der Herausforderer Siegfried Deinege (parteilos) an. Deinege wurde durch ein breites Parteienspektrum von Bündnis 90/Die Grünen, Bürger für Görlitz, CDU und FDP unterstützt.
| Kandidat             | Prozent |
| -------------------- | ------- |
| Joachim Paulick (ZS) | 30,2    |
| Siegfried Deinege    | 69,8    |

Wahlberechtigte: 46.379
Wahlbeteiligung: 52,9 %
Siegfried Deinege übernahm das Amt am 16. Juli 2012.

### 2019
Bei der Oberbürgermeisterwahl 2019 verzichtete Deinege auf eine erneute Kandidatur. Im ersten Wahlgang am 26. Mai 2019 traten Franziska Schubert als gemeinsame Kandidatin von Bürger für Görlitz e.V., Grünen und Motor Görlitz,  Jana Lübeck von der Partei Die Linke, Sebastian Wippel (AfD) und der Landtagsabgeordnete der CDU Octavian Ursu an. Schubert erhielt 27,9 % der Stimmen, Ursu 30,3 %, Wippel 36,4 % und Lübeck 5,5 %. Bei der Stadtratswahl, die am selben Tag durchgeführt wurde, erhielt der AfD-Kandidat Wippel über 17000 Stimmen, fast sechs Mal so viele wie parteiübergreifend der Kandidat mit den zweitmeisten Stimmen.
Da keiner der vier Kandidaten der OB-Wahl auf Anhieb die absolute Mehrheit der Stimmen erreicht hatte, wurde ein zweiter Wahlgang erforderlich. In der Stichwahl am 16. Juni 2019 traten Wippel und Ursu an, die Drittplatzierte Schubert zog ihre Kandidatur zugunsten von Ursu zurück, auch Lübeck trat nicht mehr an. Im Vorfeld wendeten sich in einem Offenen Brief Hollywood-Schauspieler, Produzenten und Oscar-Preisträger an die Wähler der als Drehort vieler Filme bekannten Stadt mit dem Aufruf „Wählt nicht die AfD!“  Die Stichwahl gewann Ursu schließlich mit 55,2 % zu 44,8 %.